# Stenodryas glabricollis
Stenodryas glabricollis là một loài bọ cánh cứng trong họ Cerambycidae.